# Приче с овог и с оног света
Приче с овог и с оног света (порт. Deste mundo e do outro, 1997) избор прича португалског Нобеловца Жозеа Сарамага.

## О књизи
Шта се догађа када се ствари које људи употребљавају побуне против својих корисника?

Како је један цар покушао да изолује смрт?

Каква је судбина возача, практично заробљених у својим колима?

Зашто страда последњи кентаур који је вековима лутао шумама, бежећи од људи?

Испитујући властите изражајне могућности, Сарамаго се најпре окушао у кратким формама – приповеткама, кратким причама, параболама... Избор из две збирке парабола (Приче с овог и с оног света, порт. Deste mundo e do outro, и Путников пртљаг, порт. A bagagem do viaiante) и једне збирке приповедака (Тобожњи предмет, порт. Objecto quase), уз новелу Прича о непознатом острву, порт. Conto da Ilha Desconhecida, потврђује како се писац сигурним корацима приближавао својој правој вокацији – роману. У овој књизи читалац ће наћи не само мноштво идеја које ће Сарамага заокупљати читавог живота, већ и све основне одлике једног непоновљивог књижевног рукописа, толико другачијег да га је немогуће опонашати.

## Оцена прича
„Великан европске књижевности износи нам у причама свој особен поглед на распад друштвених вредности, отуђење и политичку репресију, нудећи свој одговор на такве појаве: када све пропадне, добра метафора је најбоља алтернатива.“ Morning Star
„Овде се мајстор пера огледа у краћим, инвентивним прозним формама, и исход је импресиван и луцидан. Сарамагов дар и у причама се неоспорно испољио као и у његовим романима.“ Publishers Weekly